# Furuberg
Furuberg är en bebyggelse i Härryda kommun, Västra Götalands län. En del av området avgränsades före 2015 till en småort, benämnd Furuberg östra, för att därefter räknas som en del av tätorten Hällingsjö.
Furuberg ligger i Björketorps socken och Storåns dalgång.